# Scott R. Beal
Scott R. Beal (14 de abril de 1890 – 10 de julio de 1973) fue un ayudante de dirección y actor cinematográfico de nacionalidad estadounidense.

## Biografía
Nacido en Quinnesec, Michigan, su nombre completo era Scott Rathbone Beal, y era el hijo del director Frank Beal y la actriz Louise Lester. La profesión de sus padres le hizo interesarse por el mundo del espectáculo, iniciando su carrera como actor en 1915, pasando a desempeñar funciones tras las cámaras al siguiente año. Otras de sus funciones, aunque ocasionales, fueron las de director de producción y director de fotografía.
Como ayudante de dirección, trabajó en el film de Tod Browning Drácula (1931), y en el de Robert Florey Murders in the Rue Morgue (1932). Su trabajo como ayudante le valió dos nominaciones al Óscar al mejor ayudante de dirección, una en 1934, en la que obtuvo el premio ex aequo con otros seis candidatos. La segunda nominación, en 1935, fue por el film Imitation of Life. 
Scott R. Beal falleció en Hollywood, California, en 1973.

## Selección de su filmografía

### Ayudante de dirección
- 1916: Undine, de Henry Otto
- 1923: The Isle of Lost Ships, de Maurice Tourneur
- 1924: Torment, de Maurice Tourneur
- 1925: Her Sister from Paris, de Sidney Franklin
- 1925: Classified, de Alfred Santell
- 1931: Drácula, de Tod Browning
- 1932: Murders in the Rue Morgue, de Robert Florey
- 1932: Back Street, de John M. Stahl
- 1934: Imitation of Life, de John M. Stahl
- 1935: El cuervo, de Lew Landers
- 1935: Remember Last Night?, de James Whale
- 1945: Tarzan and the Amazons, de Kurt Neumann
- 1946: Tarzan and the Leopard Woman, de Kurt Neumann

### Otras funciones
- 1918: Her Moment, de Frank Beal, como actor
- 1936: Magnificent Brute, de John G. Blystone, como jefe de producción
- 1951: Strictly Dishonorable, de Melvin Frank y Norman Panama, como actor
- 1951: Quo vadis?, de Mervyn LeRoy, como actor
- 1952: Because of You, de Joseph Pevney, como actor